# K-9
K-9 lub Przygody K9 – brytyjsko-australijski serial science fiction, spin-off serialu Doctor Who. Stanowi połączenie animacji komputerowej z grą aktorską. Głównym bohaterem serii jest tytułowy K-9, pies-robot, jeden z towarzyszy Doktora z serialu Doktor Who.
Serial zadebiutował 31 października 2009 roku na kanale Disney XD w Wielkiej Brytanii i Irlandii, a na początku 2010 pojawił się w australijskim Network Ten. 6 lutego 2010 roku premierowe odcinki pojawiły się na antenie Disney XD w Polsce.

## Główne postacie i obsada
| Postać | Aktor                    | Polski dubbing      | Opis postaci |
| --- | ------------------------ | ------------------- | --- |
| K-9 | John Leeson (tylko głos) | Mieczysław Morański | Pies-robot, który powstał przy użyciu technologii kosmitów. Przybył na Ziemię przemierzając czas i przestrzeń. Tak naprawdę były towarzysz Doktora i Sary Jane z serialu Doktor Who. Stracił pamięć. |
| Jorjie Turner | Philippa Coulthard       | Monika Pikuła       | Czternastolatka, uzdolniona wojowniczka. Zakochana w Starkey’m. |
| Starkey | Keegan Joyce             | Wojciech Rotowski   | Czternastolatek, młody buntownik; geniusz, który stracił rodziców w tajemniczych okolicznościach. |
| Darius Pike | Daniel Webber            | Kajetan Lewandowski | Szesnastolatek, pomysłowy dostawca, który zna miasto jak własną kieszeń. Skrycie kocha się w Georgie.                                                                                                |
| Profesor Alistair Gryffen                                                                                                  | Robert Moloney           | Tomasz Steciuk      | Geniusz próbujący odnaleźć swoją rodzinę. |
| June Turner | Robyn Moore              | Anna Sztejner       | Matka Jorjie. Agentka departamentu. |
| Inspektor Thorne | Jared Robinsen           | Artur Kaczmarski    | Tajemniczy człowiek pracujący dla departamentu. Był początkowo głową porządku publicznego, jednak zaangażował się w sprawy obcych. Miał cybernetyczną rękę.                                          |
| Inspektor Drake | Connor Van Vuuren        | Karol Wróblewski    | Pracownik departamentu. Brał udział w planie Lomaxa, dotyczącego inwazji Ziemi przez Korvenów. |
| Wersja polska: SDI Media Polska Reżyseria: Wojciech Paszkowski Dialogi polskie: Marta Robaczewska Lektor: Artur Kaczmarski |                          |                     | |

## Odcinki
| Sezon | Odcinki | Pierwsza emisja | Ostatnia emisja |
| ----- | ------- | --------------- | --------------- |
| 1     | 26      | 6 lutego 2010   | 10 grudnia 2010 |

### Seria 1
| Nr | Tytuł                                              | Reżyseria                  | Scenariusz                                                | Premiera             | Premiera w Polsce    |
| -- | -------------------------------------------------- | -------------------------- | --------------------------------------------------------- | -------------------- | -------------------- |
| 1  | Regeneracja Regeneration                           | David Caesar Mark DeFriest | Shayne Armstrong S.P. Krause                              | 31 października 2009 | 6 lutego 2010        |
| 2  | Wyzwolenie Liberation                              | David Caesar David Napier  | Shayne Armstrong S.P. Krause                              | 10 stycznia 2010     | 6 lutego 2010        |
| 3  | Korven The Korven                                  | Karl Zwicky                | Tim Pye                                                   | 25 stycznia 2010     | 14 lutego 2010       |
| 4  | Łowca nagród The Bounty Hunter                     | James Bogle                | Ian McFadyen                                              | 1 lutego 2010        | 21 lutego 2010       |
| 5  | Syreny z Ceresa Sirens of Ceres                    | Daniel Nettheim            | Deborah Parsons                                           | 8 lutego 2010        | 4 kwietnia 2010      |
| 6  | Strach Fear Itself                                 | Karl Zwicky                | Everett DeRoche Graeme Farmer                             | 15 lutego 2010       | 11 kwietnia 2010     |
| 7  | Duchy w domu Gryffina Fall of The House of Gryffen | Daniel Nettheim            | Shayne Armstrong S.P. Krause                              | 22 lutego 2010       | 18 kwietnia 2010     |
| 8  | Szczęki Orthrusa Jaws of Orthus                    | James Bogle                | Lindsay James                                             | 17 kwietnia 2010     | 1 marca 2010         |
| 9  | Zjadacze snu Dream-Eaters                          | Daniel Nettheim            | Jim Noble                                                 | 8 marca 2010         | 7 czerwca 2010       |
| 10 | Klątwa Anubisa The Curse of Anubis                 | Karl Zwicky                | Jim Noble                                                 | 15 marca 2010        | 14 marca 2010        |
| 11 | Oroborus                                           | Daniel Nettheim            | Deborah Parsons                                           | 22 marca 2010        | 21 czerwca 2010      |
| 12 | Obcy Awatar Alien Avatar                           | Karl Zwicky                | Graeme Farmer                                             | 29 marca 2010        | 28 czerwca 2010      |
| 13 | Aeolianie Aeolian                                  | Karl Zwicky                | Dave Warner                                               | 5 kwietnia 2010      | 5 lipca 2010         |
| 14 | Ostatni dąb The Last Oak Tree                      | Dale Bradley               | Jim Noble                                                 | 12 kwietnia 2010     | 12 lipca 2010        |
| 15 | Czarny głód Black Hunger                           | James Bogle                | Chris Roache                                              | 19 kwietnia 2010     | 19 lipca 2010        |
| 16 | Szpieg z Cambridge The Cambridge Spy               | Mark DeFriest              | Jason Borque                                              | 26 kwietnia 2010     | 26 lipca 2010        |
| 17 | Biblioteka z planety Ukko Lost Library of UKKO     | Mark DeFriest              | Deborah Parsons                                           | 3 maja 2010          | 1 października 2010  |
| 18 | Zmutowany robot Mutant Copper                      | James Bogle                | John O’Brien                                              | 10 maja 2010         | 8 października 2010  |
| 19 | Kuratorzy The Custodians                           | James Bogle                | Shayne Armstrong S.P. Krause                              | 17 maja 2010         | 15 października 2010 |
| 20 | Taphony i pętla czasu Taphony and the Time Loop    | Mark DeFriest              | Shayne Armstrong S.P. Krause Anthony Morris Graeme Farmer | 24 maja 2010         | 22 października 2010 |
| 21 | Gladiatorzy Robot Gladiators                       | James Bogle                | Jim Noble                                                 | 31 maja 2010         | 29 października 2010 |
| 22 | Utracone wspomnienia Mind Snap                     | David Napier               | Bob Baker Paul Tams                                       | 7 czerwca 2010       | 3 grudnia 2010       |
| 23 | Upadły Anioł Angel of the North                    | James Bogle                | Bob Baker                                                 | 14 czerwca 2010      | 7 grudnia 2010       |
| 24 | Ostatnia Dzielnica The Last Precinct               | James Bogle                | Shayne Armstrong S.P. Krause                              | 21 czerwca 2010      | 8 grudnia 2010       |
| 25 | Sługa Korvenów Hound of the Korven                 | Mark DeFriest              | Shayne Armstrong S.P. Krause                              | 28 czerwca 2010      | 9 grudnia 2010       |
| 26 | Inwazja Korvenów Eclipse of the Korven             | David Napier               | Shayne Armstrong S.P. Krause                              | 5 lipca 2010         | 10 grudnia 2010      |

## Transmisja
| Państwo                                                   | Kanał              | Premiera             |
| --------------------------------------------------------- | ------------------ | -------------------- |
| Wielka Brytania                                           | Disney XD UK       | 31 października 2009 |
| Polska                                                    | Disney XD          | 6 lutego 2010        |
| Bułgaria · Rumunia · Węgry · Mołdawia · Słowacja · Czechy | Disney Channel CEE | 6 lutego 2010        |
| Australia                                                 | Network Ten        | pierwsza połowa 2010 |